# 毒龙
毒龙，是中国传说的一种恶龙，中國多部古籍（如《游天竺记》、《洛阳伽蓝记》、《两京记》）裡面均有記載毒龙，而且經常出現在古代西域。

## 参看
- 中国妖怪列表